# Scytodes immaculata
Scytodes immaculata là một loài nhện trong họ Scytodidae.
Loài này thuộc chi Scytodes. Scytodes immaculata được Ludwig Carl Christian Koch miêu tả năm 1875.